# Olga Borisovna Meganskaya
Olga Meganskaya (Ngày 6 tháng 3 năm 1992, Yaroslavl, Nga) là một ca sĩ người Nga, kể từ tháng 3 năm 2018, nghệ sĩ solo của nhóm "Via Gra".

## Tiểu sử

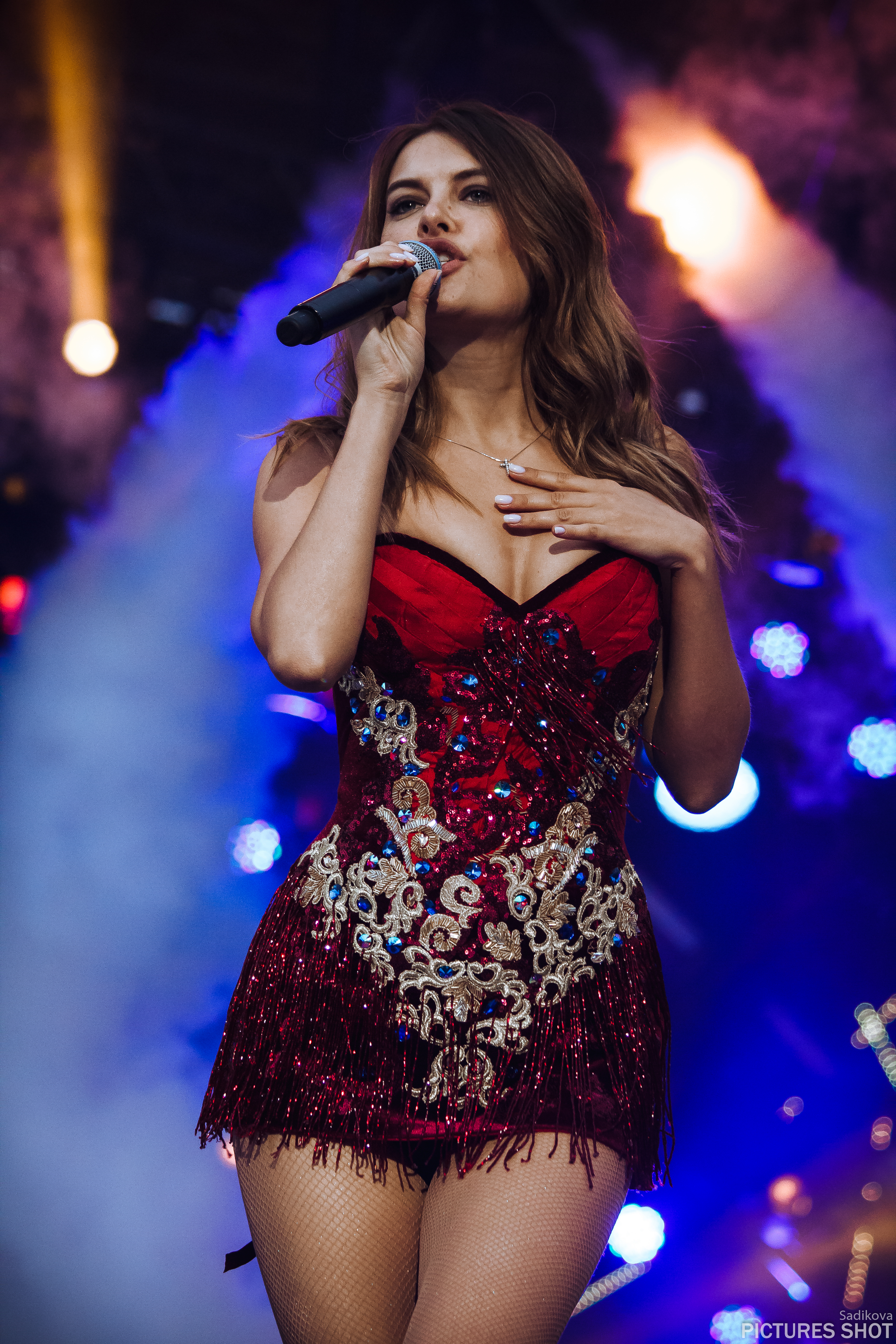

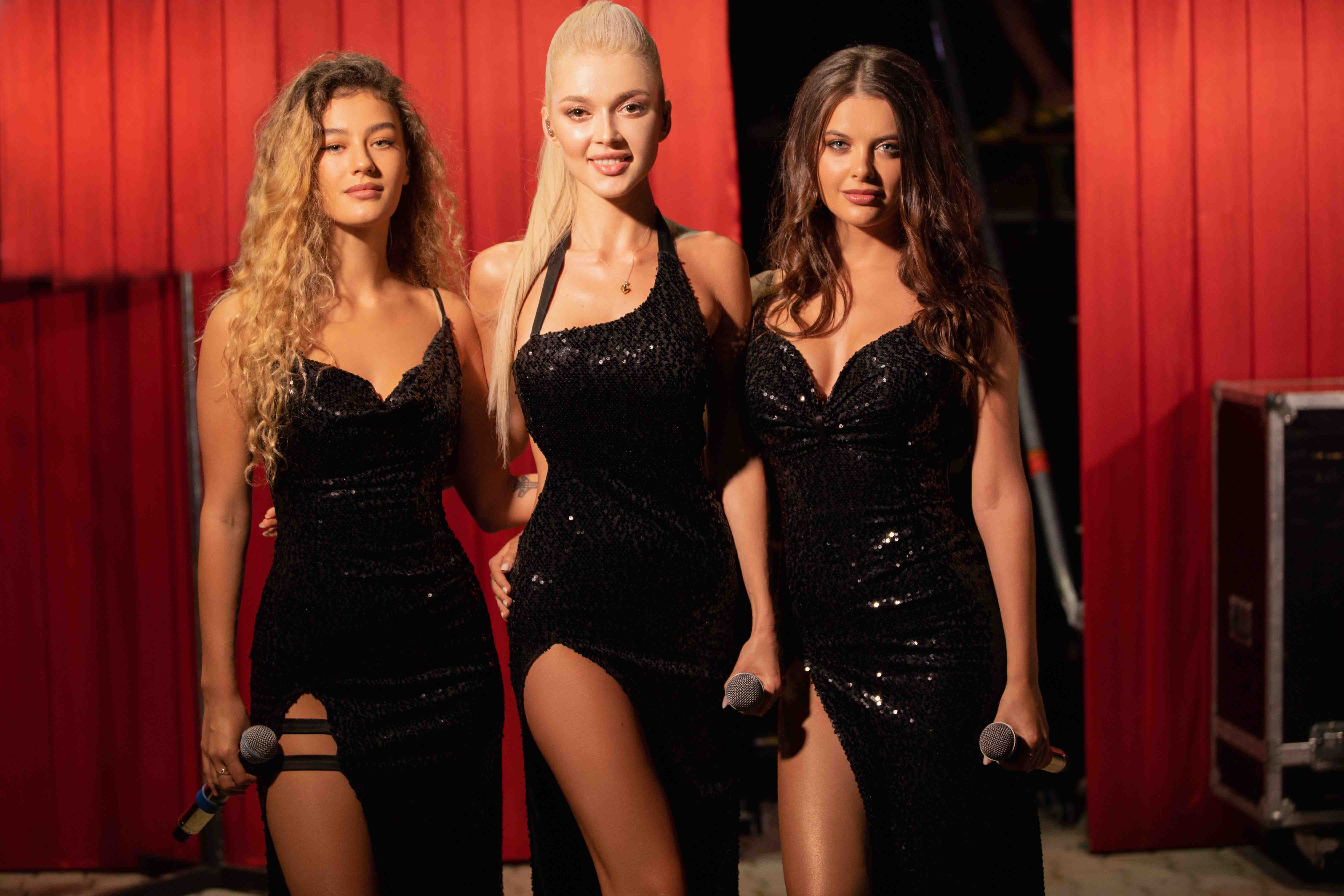
Olga (phải)

Olga Meganskaya (theo dữ liệu chưa được xác nhận, tên thật của cô (Magdychanskaya) sinh ngày 6 tháng 3 năm 1992 tại Yaroslavl. Olga đã tham gia âm nhạc từ những năm đầu.
Vào đầu năm 2018, Mísha Romanova, một nghệ sĩ độc tấu của tập thể "Via Gra", người đã biểu diễn trong đó từ năm 2013, đã chính thức xác nhận rằng cô sẽ rời nhóm và có ý định theo đuổi cuộc sống cá nhân. Ngay sau đó, nhà sản xuất của ban nhạc, Konstantin Meladze, đã tuyên bố bắt đầu casting một nghệ sĩ solo mới của ban nhạc nổi tiếng. Olga đã không bỏ lỡ cơ hội trở thành đồng nghiệp của Anastasia Kozhevnikova và Erika Herceg và đăng ký tham gia thông qua mạng xã hội. Dữ liệu giọng hát tốt và ngoại hình người mẫu Meganskya không được chú ý - cô gái nhanh chóng được chấp thuận cho vai người phụ nữ thứ ba VIA Gra.

## Đời tư
Không có gì được biết về cuộc sống cá nhân của Olga.

### Là một phần của nhóm "VIA Gra"
- «Я полюбила монстра» (2018)
- «ЛюбоЛь» (2019)
- «1+1» (2019)

## Quay phim

### Là một phần của nhóm "VIA Gra"
| Năm  | Kẹp                | Giám đốc         | Thành viên                                       |
| ---- | ------------------ | ---------------- | ------------------------------------------------ |
| 2018 | Я полюбила монстра | Xindrek Maasik   | Meganskaya Olga, Herceg Erika, Sinetskaya Ulyana |
| 2019 | ЛюбоЛь             | Zaur Zaeev       | Meganskaya Olga, Herceg Erika, Sinetskaya Ulyana |
| 2019 | 1+1                | Sergey Solodskiy | Meganskaya Olga, Herceg Erika, Sinetskaya Ulyana |